# دوریخت‌دندانان
دوریخت‌دندانان (نام علمی: Dimorphodontidae) نام یک تیره از راسته خزندگان بال‌دار است.